# Білорусько-російські відносини
Білору́сько-росі́йські відно́сини — двосторонні відносини між Республікою Білорусь та Російською Федерацією. Дві країни мають сухопутний кордон і становлять наднаціональну Союзну Державу. Між двома державами було укладено кілька двосторонніх договорів. Росія є найбільшим і найважливішим економічним і політичним партнером Білорусі. Обидва є членами різних міжнародних організацій, включаючи Співдружність Незалежних Держав, Євразійський митний союз, Організацію договору про колективну безпеку й Організацію Об'єднаних Націй.

## Історія

### Початок 1990-х років

Біло-червоно-білий прапор був символом БНР, а також пострадянської Білорусі в 1991—1995 роках. А також є символом білоруської опозиції

Погоня — герб БНР та пострадянської Білорусі у 1991—1995 роках. Символ опозиції

Після розпаду Радянського Союзу новостворена російська держава намагалася зберегти контроль над пострадянським простором, створивши 8 грудня 1991 р. регіональну організацію – Співдружність Незалежних Держав (СНД). Проте Білорусь, як і інші республіки СНД, почала віддалятися від Росії, яка в той час намагалася стабілізувати свою розірвану економіку та зв'язки із Заходом.
На початку 90-х Росія була стурбована тим, що її участь у державі ближнього зарубіжжя, як-от Білорусь, загрожує відносинам, які вона намагалася побудувати із Заходом. Однак, коли НАТО почало розширюватися на схід, Росія опинилася у складній ситуації. З одного боку, вона зіткнулася з розпадом великого геополітичного блоку, який колись контролював. З іншого боку, відчувалося, що Захід намагається ізолювати його від європейського середовища, збираючи шматки колишньої імперії. Це призвело до зростання значення добрих відносин з Білоруссю.
У середині 1990-х років і особливо з приходом до влади Олександра Лукашенка в липні 1994 року Білорусь здавалася ідеальним кандидатом для інтеграції з Росією. Російський президент Борис Єльцин після підписання в лютому 1995 року Договору про дружбу, добросусідство і співробітництво з Білоруссю заявив, що «два народи [були] поділили спільний історичний досвід протягом багатьох століть». Це, за його словами, «створило основу для підписання договору та інших документів щодо поглиблення інтеграції наших двох країн. Серед усіх країн СНД Білорусь має найбільші права на такі відносини завдяки своєму географічному положенню, контактам з Росією, нашій дружбі та прогресу реформ».
Інтеграційний процес розпочався 2 квітня 1996 року, а рівно через рік було засновано Союз Білорусі та Росії. Кульмінацією цього процесу стало створення Союзної держави між РФ і Білоруссю 8 грудня 1999 року Договір про рівні права громадян між Білоруссю та Росією був підписаний у грудні 1998 року, який охоплює працевлаштування, доступ до медичної допомоги та освіти.

### 2000-ті роки
Після вступу на посаду Володимира Путіна він висловив глибоке невдоволення станом відносин з Білоруссю і розкритикував договір 1999 року, політика, яку він встановив, полягала в тому, щоб вкласти в цей договір реальний зміст. Його пропозиція полягала в тому, щоб продовжити об'єднання або за моделлю федерації, що означало, що Білорусь приєднається до Російської Федерації, або побудує союз, подібний до Європейського Союзу. Проте Білорусь відмовилася, і статус-кво зберігся.
Росія і Білорусь налагоджували тісні військові відносини і проводили різноманітну спільну військово-наукову діяльність. Росія також керує кількома військовими базами та радарами в Білорусі, серед яких РЛС «Ганцавичі», радар раннього попередження, який керується Військово-космічними силами РФ, і передавач VLF «Вілейка».
Незважаючи на це, здавалося, що стратегічна цінність Білорусі продовжує зростати для Росії через міжнародні події. Ці дії включали військову діяльність Сполучених Штатів на пострадянському просторі після терактів 11 вересня 2001 року, зміщення східноєвропейських держав на захід, плани розгортання системи протиракетної оборони НАТО в Польщі чи Чехії та вище. весь підйом кольорових революцій. У результаті, незважаючи на невдачі в політичній та економічній інтеграції, військово-інтеграційні процеси між двома державами тривали.
Оскільки Росія усвідомила, що повна інтеграція з Білоруссю буде дорого коштувати, вона змінила свою зовнішню політику в більш прагматичному напрямку. У цій політиці виділялися дві основні цілі — Перше полягало в тому, щоб зменшити економічний тягар, яке Білорусь поклала на свою економіку, а по-друге, — взяти під контроль інфраструктуру транзиту енергії в Білорусі. Ці дві цілі вплинули на більшість конфліктів і газових воєн між двома країнами.

### 2010-ті та російсько-українська війна
З 2014 року, після багатьох років поширення російського впливу в країні, Лукашенко наполягав на відродженні білоруської ідентичності після початку російсько-української війни: анексії Криму Росією та військового втручання на Сході Україну. Вперше він виголосив промову білоруською (а не російською, якою вживає більшість людей), у якій сказав: «Ми не росіяни — ми білоруси», а пізніше заохочував до використання білоруської. Торговельні суперечки, прикордонні суперечки та значно розслаблене офіційне ставлення до голосів дисидентів — усе це частина послаблення давніх теплих відносин з Росією.
14 вересня 2017 року відносини Білорусі та Росії повернулися в норму, оскільки обидва провели військові навчання.
У 1995 році кордон Росії з Білоруссю було зруйновано. Однак у 2014 році кордон відновили з білоруської сторони. У свою чергу Росія в лютому 2017 року створила прикордонну зону з боку Смоленської області.
Внаслідок початку російсько-української війни Росія прагнула замінити оборонні зв'язки України з Білоруссю. 14 вересня 2017 року відносини Білорусі та Росії повернулися в норму, оскільки обидва провели військові навчання.
У 2019 році Лукашенко провів двосторонні переговори в Сочі з президентом Росії Володимиром Путіним і заявив, що їхні дві країни «можуть об'єднатися завтра, без проблем». Ідея, яку підтримував Путін протягом багатьох років, спостерігачі назвали потенційний план схемою Путіна, щоб залишитися при владі після 2024 року. Проте політолог Михайло Виноградов пояснив, що «Лукашенко буде жорстко грати перед публікою, намагаючись виглядати слабким перед Путіним», а Артем Шрайбман з Московського центру Карнегі припустив, що «Москві, швидше за все, не вдасться знайти свою базу серед білорусів».

### 2020: напружені стосунки та примирення
Білорусь і Росія обидві були державами-членами Радянського Союзу. Росія історично завжди вважала Білорусь російською територією. Росіяни вважають білорусів «білими росіянами». 24 січня 2020 року ознаки нової напруженості між Білоруссю та Росією проявилися, коли президент Білорусі Олександр Лукашенко публічно звинуватив президента Росії Володимира Путіна у спробі зробити Білорусь частиною Росії. Це призвело до того, що Росія скоротила економічні субсидії Білорусі.
У липні 2020 року відносини між Білоруссю та Росією були названі «напруженими» після того, як у Мінську було заарештовано 33 російських військових. Згодом Лукашенко звинуватив Росію в спробі приховати спробу відправити 200 бійців з приватної російської військової фірми, відомої як Група Вагнера, до Білорусі з місією дестабілізації країни напередодні президентських виборів 9 серпня.
5 серпня 2020 року глава російської служби безпеки Дмитро Медведєв попередив Білорусь про звільнення підрядників. Лукашенко також заявив, що Росія бреше про свої спроби використати групу Вагнера для впливу на майбутні вибори.
Після президентських виборів і вибуху нових протестів Лукашенко наприкінці серпня згадав, що Білорусь буде вести переговори з Росією про рефінансування свого державного боргу на суму 1 млрд доларів. 14 вересня Лукашенко відвідав Путіна в Сочі, де останній пообіцяв надати Білорусі 1,5 млрд доларів.

### Після повномасштабного російського вторгнення в Україну
Після подій 2020—2021 року в Україні збільшилася діаспора опозиційно налаштованих білорусів, які під час вторгнення сформували Полк імені Кастуся Калиновського.
2023 року значна частина бойовиків ПВК Євгена Пригожина що брали участь у невдалому заколоті виїхали на території Білорусі де їм була обіцяна безпека. 2024 року їх кількість значно скоротилася переважно до інструкторів що навчають білоруських військових.
У березні 2024 року білоруський диктатор привітав Путіна з черговим переобранням на псевдовиборах.

#### Надання своєї території для атак по Україні
Розпочавши широкомасштабну війну проти України 24 лютого, РФ для безпосереднього вторгнення на правобережжя Київщини — Бучу, Ірпінь, Гостомель, Іванків, Чорнобильську АЕС — використала територію Білорусі. 27 лютого з району Мозиря по Житомиру запустили балістичні ракетні комплекси класу земля-земля Іскандер. З того часу з території Білорусі по Україні було запущено понад 600 ракет. Також відомо що літаки Ту-22М виконували пуски крилатих ракет Х-22 з району неподалік білоруського Мозиря (орієнтовно за 50-60 кілометрів від державного кордону України – ред.) по Київській, Чернігівській, Сумській областях. Режим Олекандра Лукашенка з перших днів вторгнення поширював російську пропаганду, представник РБ підтримував позицію РФ по питаннях повʼязаних з Україною у голосуваннях ООН.
28 липня 2022 року зафіксували понад 20 «прильотів» на території Гончарівської територіальної громади Чернігівського району. За даними Оперативного комадування «Північ» обстріл вівся з білоруського аеродрому «Зябрівка», який російські війська перетворили на свою базу. Супутник неодноразово фіксував на його території ЗРК «С-300» та «С-400».
Військова підтримка
Постачання зброї
98 танків (T-72А і T-72АВ), 40 БМП-2 і 20 шасі до БМП-2 та 53 вантажівки Урал-4230 були передані із військових складів Білорусі у жовтні 2022, та ще 13 танків T-72 протягом 8-10 грудня 2022. Згідно опублікованих даних по транспортуванню боєприпасів з території Білорусі до РФ та тимчасово окупованих територій України з січня 2022 до лютого 2023 було відправлено 130 000+ тонн набоїв та боєприпасів.
| назва               | тип                   | к-ть          | подробиці |
| ------------------- | --------------------- | ------------- | --- |
| T-72А               | основний бойовий танк | 98            | передані із військових складів Білорусі у жовтні 2022 |
| T-72АВ              | основний бойовий танк | 98            | передані із військових складів Білорусі у жовтні 2022 |
| T-72                | основний бойовий танк | 13            | передані із військових складів Білорусі протягом 8-10 грудня 2022                                                                                          |
| БМП-2               | бойова машина піхоти  | 40            | передані із військових складів Білорусі у жовтні 2022 |
| шасі до БМП-2       | шасі до БМП-2         | 20            | передані із військових складів Білорусі у жовтні 2022 |
| Урал-4230           | вантажівка            | 53            | передані із військових складів Білорусі у жовтні 2022 |
| набої та боєприпаси | набої та боєприпаси   | 130 000+ тонн | згідно опублікованих даних по транспортуванню боєприпасів з території Білорусі до РФ та тимчасово окупованих територій України з січня 2022 до лютого 2023 |
| МАЗ-6317            | вантажівка            | —             | згідно інформації, опублікованій у березні 2024 року, РФ стала оператором вантажівок МАЗ-6317, які раніше не були у використанні російських військових     |

Тренування російських військових
10 січня 2024 року стало відомо що російські військові працюють з особовим складом білоруських військових бригад та курсантами військових навчальних закладів.
Постачання товарів для російського ВПК
23 серпня 2023 року стало відомо що НАЗК внесло 8 ключових підприємств білоруського військово-промислового комплексу, які виготовляють та постачають компоненти для зброї до РФ. 5 лютого 2024 року стало відомо що завдяки новому обладнанню з Білорусі (для збільшення обсягу випуску деталей підвищеної міцності на підприємстві створили нову ділянку іонного азотування) на Челябінському тракторному заводі запустили нову виробничу ділянку для збільшення виробництва танкових двигунів. 20 травня 2024 року стало відомо що військово-промисловий комплекс Білорусі має виготовити 700 прицілів для танків Т-72 і Т-90, 500 прицілів для БТР, 100 прицілів для бойових машин підтримки танків «Терминатор» та 70 прицілів для протитанкових комплексів «Хризантема» в рамках російського замовлення.
У липні 2024 року стало відомо що 558 авіаційний ремонтний завод у Барановичах виконує капітальний ремонт та модифікацію російських гелікоптерів Мі-8 та Мі-17.
Участь громадян Білорусі у вторгенню в Україну
Масової участі громадян Білорусі у вторгненню не помічено, однак 24 січня 2024 року в Кринках ЗСУ ліквідували білоруського офіцера. 23 липня 2024 року стало відомо що Білоруські спецпризначенці підрозділу «Витязь» використовують захоплений український бронеавтомобіль «Козак-5».
Поширення російської пропаганди
Олександр Лукашенко — диктатор, самопроголошений президент Білорусі, неодноразово поширював тези російської пропаганди, піддавав сумніву суверенітет України та закликав до припинення звільнення українських територій, поширював російське колоніальне бачення української історії. Це регулярно роблять також інші його чиновники та пропагандисти: депутат парламенту Олег Гайдукевич, пропагандист Григорій Азарьонок а також державні агенції.

## Економічні відносини
Частка Росії становить близько 35% експорту та 28% імпорту.
До 2004 року «Газпром» продавав газ Білорусі за внутрішніми російськими цінами, в основному через процес політичної інтеграції між двома країнами. Оскільки цей процес почав гальмуватися в 2000-х і наприкінці 1990-х років, «Газпром» хотів забезпечити надійний транзит російського газу через білоруську територію, взявши під контроль білоруську транзитну мережу. «Газпром» намагався придбати білоруського мережевого оператора « Белтрансгаз», але розбіжності щодо ціни призвели до російсько-білоруського газового спору 2004 року, в результаті якого «Газпром» припинив поставки до Білорусі 1 січня 2004 року.
У червні 2004 року було підписано новий газовий контракт, після чого відносини між двома країнами покращилися. У січні 2020 року Росія тимчасово призупинила продаж нафти Білорусі зі знижкою, а пізніше домовилася про компроміс. У відповідь Білорусь диверсифікувала імпорт нафти, отримуючи нафту з таких країн, як Норвегія, Азербайджан, Саудівська Аравія та Сполучені Штати. Лукашенко звинуватив Росію у використанні нафти як важеля для можливого злиття Росії та Білорусі.

### Дипломатична напруга
У 2009 році між двома країнами спалахнула серйозна дипломатична суперечка. Президент Білорусі Олександр Лукашенко звинуватив Росію в тому, що вона пропонує кредит у розмірі 500 млн доларів за умови визнання Білоруссю Абхазії та Південної Осетії, але додав, що позиція Білорусі не продається. Лукашенко заявив, що громадяни Білорусі повинні дотримуватися грузинських законів, подорожуючи до двох регіонів, а МЗС заявило, що всі громадяни Білорусі повинні користуватися пунктами в'їзду на грузинській стороні. Лукашенко заявив, що замість Росії Білорусь має «шукати щастя в інших частинах планети». Коментуючи тісне військове співробітництво між двома країнами, Лукашенко порівняв 10-мільйонне населення Білорусі як живий щит Росії проти Заходу, послугу, яка, за його словами, «не була безкоштовною».
У липні 2009 року спалахнула так звана Молочна війна, коли Росія заборонила імпорт усіх молочних продуктів з Білорусі, заявивши, що вони не відповідають новим правилам. Білорусь звинуватила Росію в застосуванні заборони в політичних цілях, тоді як Росія заперечила, що заборона була політичною. Невдовзі Росія скасувала заборону, а Білорусь відновила поставки молочної продукції до Росії.
Однак нова суперечка виникла, коли Росія заявила, що Білорусь заборгувала 231 мільйон доларів за поставки газу, які вона використовувала з початку року. Білорусь погрожувала запровадити прикордонний та митний контроль на кордоні з Росією та відмовилася брати участь у переговорах Організації Договору про колективну безпеку в Москві. В інтерв'ю Президент Лукашенко поставив під сумнів необхідність дипломатичних відносин з Росією, оскільки Росія «блокує» Білорусь.

31 травня 2012 року президент Росії Володимир Путін критикував санкції Європейського Союзу проти Білорусі, а в спільній заяві Путін і Лукашенко сказали:

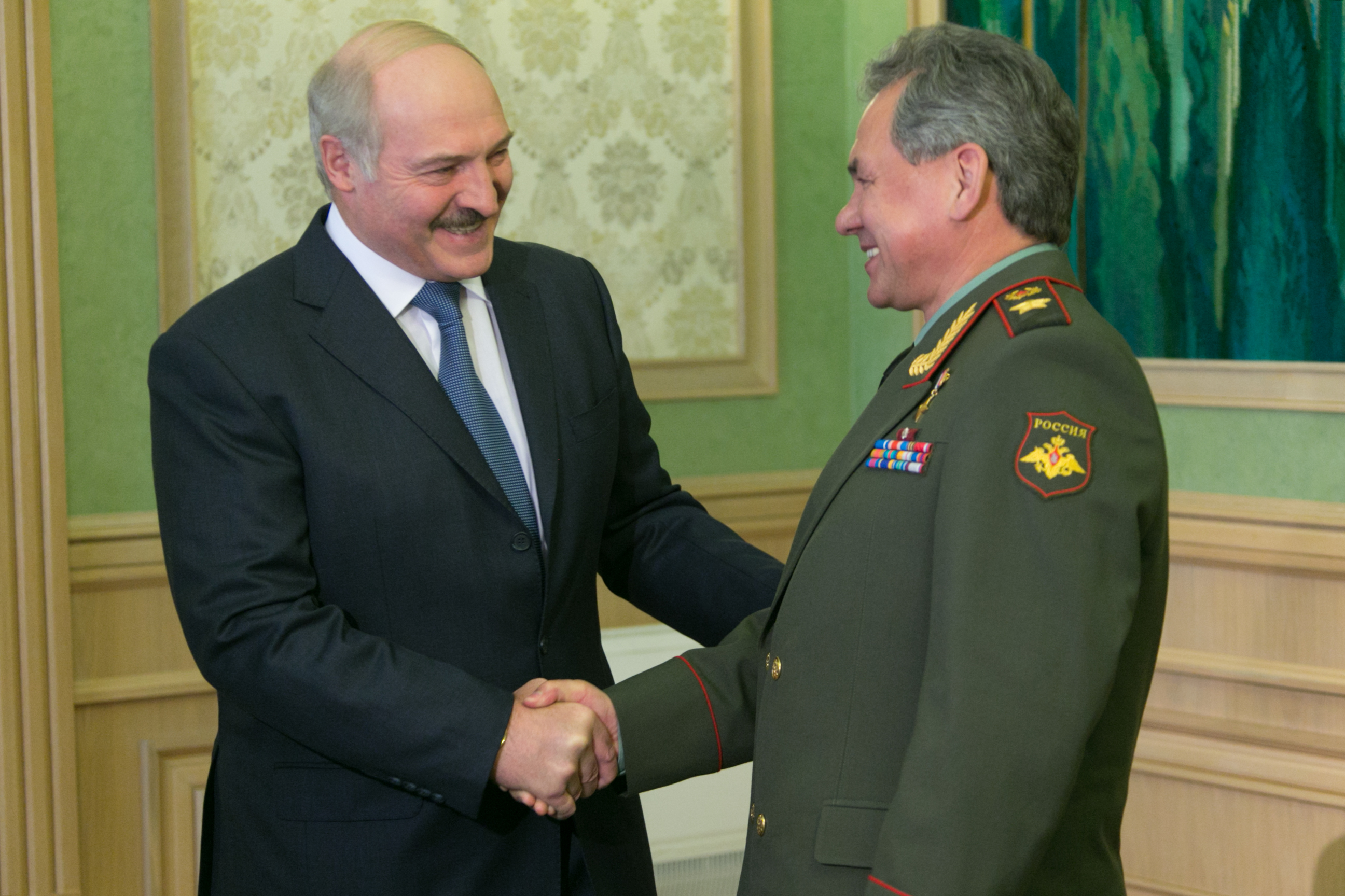
Олександр Лукашенко з Сергієм Шойґу.

«Росія та Білорусь координуватимуть зусилля щодо протидії спробам втручання у внутрішні справи Союзної держави та тиску шляхом введення обмежувальних заходів або санкцій».

## Постійні дипломатичні представництва
Білорусь має посольство в Москві, а також філії в: Калінінграді, Смоленську, Санкт-Петербурзі, Ростові-на-Дону, Нижньому Новгороді, Казані, Уфі, Єкатеринбурзі, Новосибірську, Красноярську та Хабаровську.

Росія має посольство в Мінську і генеральне консульство в Бресті.

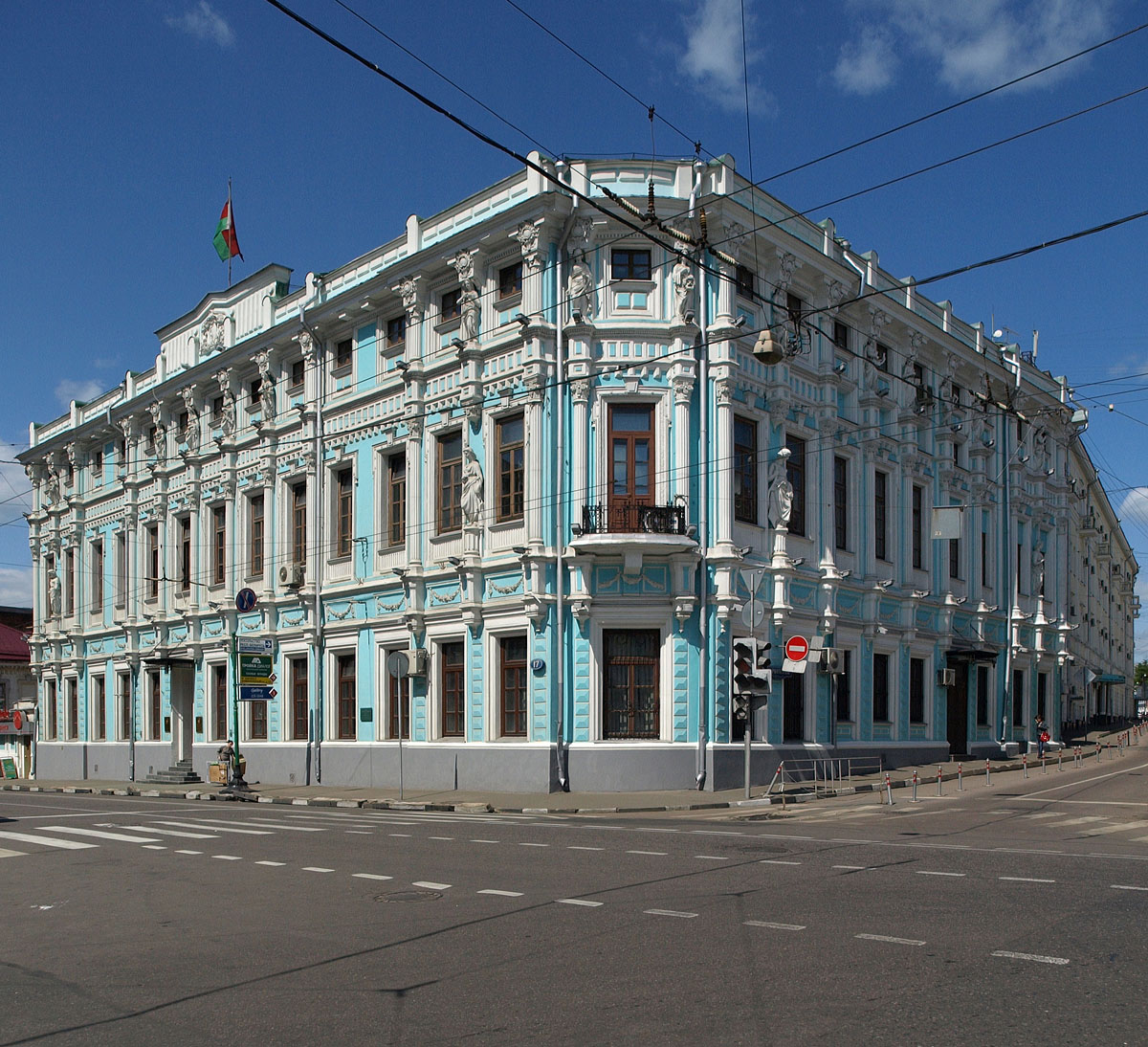
Посольство Білорусі в Москві
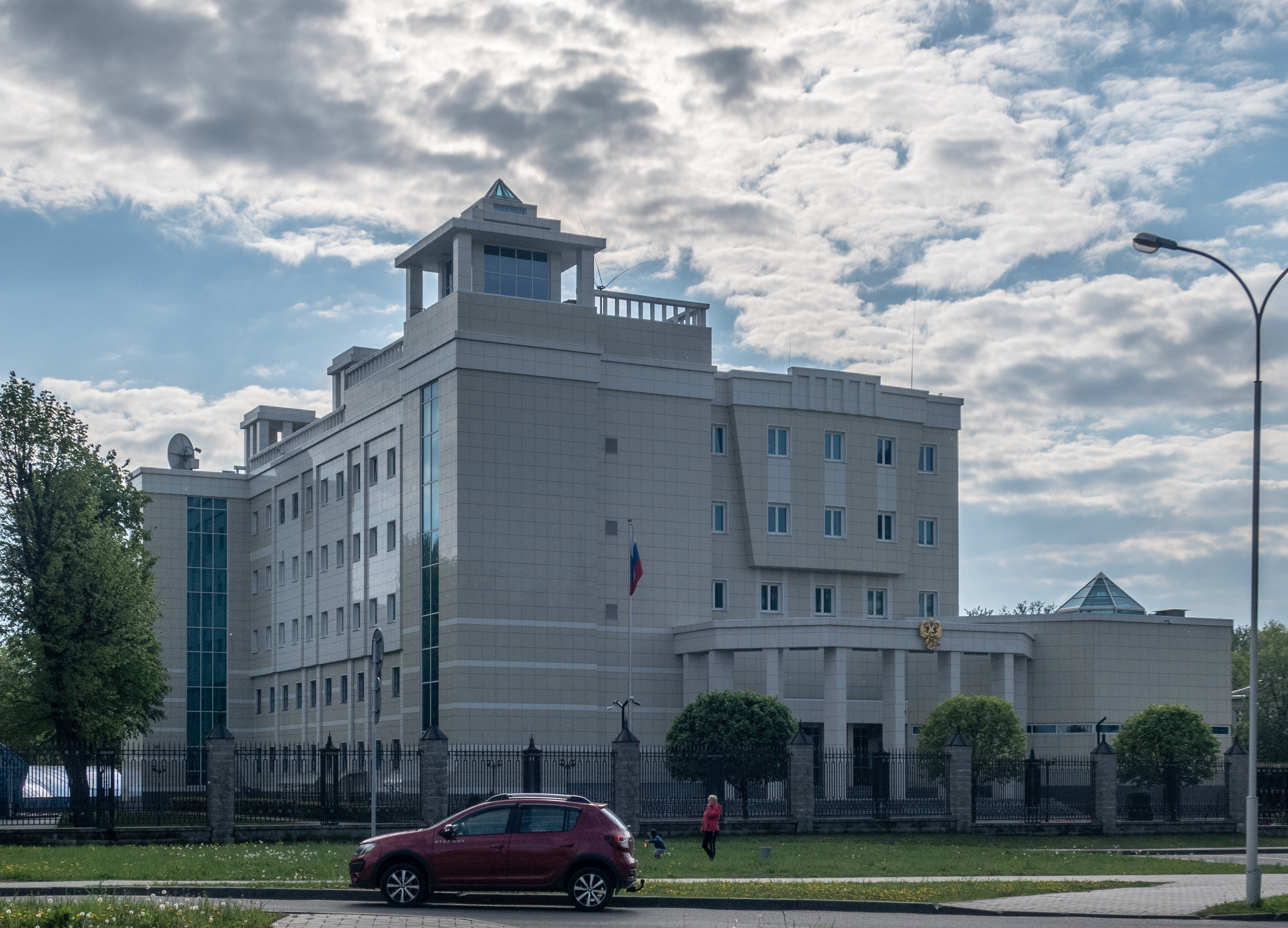
Посольство Росії в Мінську